# Rutheni(VIII) oxide
Rutheni(VIII) oxide, còn được gọi với cái tên rutheni tetroxide là một hợp chất vô cơ có công thức hóa học RuO4. Hợp chất này tồn tại dưới dạng chất lỏng không màu, nghịch từ, nhưng đa số các mẫu thường có màu đen do bị lẫn tạp chất. Nó là một chất dễ bay hơi, khi tan trong nước kèm phản ứng tạo acid hyperruthenic (H2RuO5). Một hợp chất tương tự là OsO4 được sử dụng rộng rãi hơn và được biết đến nhiều hơn. Một trong số ít dung môi trong đó tạo ra các dung dịch ổn định với hợp chất này là dùng CCl4.

## Điều chế
RuO4 được điều chế bằng cách oxy hóa rutheni(III) chloride với NaIO4.
8Ru3+ (dd) + 5IO4− (dd) + 12H2O (l) → 8RuO4 (r) + 5I− (dd) + 24H+ (dd)

## Sử dụng
Rutheni(VIII) oxide là một chất nhuộm tiềm năng. Nó được sử dụng để làm hiện ra dấu vân tay tiềm ẩn bằng cách chuyển sang dạng rutheni(IV) oxide nâu/đen khi tiếp xúc với dầu mỡ hoặc chất béo chứa trong các tạp chất gây bẩn của bản in.

## Các hợp chất liên quan
Vì RuO4 dễ bị phân hủy và nổ ở nhiệt độ cao, hầu hết các phòng thí nghiệm không trực tiếp tổng hợp hợp chất này, nó cũng không phải là hợp chất có tính chất thương mại. Một chất phản ứng có liên quan là dẫn xuất anion Ru(VII) ở dạng muối của "TPAP" (tetrapropylamoni peruthenat), công thức hóa học là [N(C3H7)4]RuO4. TPAP được tổng hợp bằng cách oxy hóa RuCl3 với RuO4− bằng NaBrO3 và cô lập như là cation tetrapropylamin, cho phép muối được sử dụng trong các dung môi hữu cơ.

## Hợp chất khác
RuO4 khi tác dụng với NH3 ở nhiệt độ −30 °C (−22 °F; 243 K) sẽ tạo ra chất rắn màu đỏ, có công thức gần đúng là RuO4·NH3. Phức hợp bị phân hủy ở −20 °C (−4 °F; 253 K) và rất dễ nổ.